# Episodi di Zokie nel mondo di Ruby
La prima stagione della serie animata Zokie nel mondo di Ruby , composta da 26 episodi, è stata pubblicata negli Stati Uniti interamente il 31 dicembre 2023 su Prime Video.
In Italia la stagione viene trasmessa dal 6 maggio al 7 giugno 2024 su Nickelodeon.
| n° | Titolo originale                           | Titolo italiano                | Prima TV USA     | Prima TV Italia |
| -- | ------------------------------------------ | ------------------------------ | ---------------- | --------------- |
| 1  | The Beginning Times                        | L'incontro                     | 31 dicembre 2023 | 6 maggio 2024   |
| 2  | More Than a Sandwich                       | Più di un sandwich             | 31 dicembre 2023 | 7 maggio 2024   |
| 2  | Pigeon Enemy #1                            | I peggior nemici di Earl       | 31 dicembre 2023 | 7 maggio 2024   |
| 3  | Extreme Bakeover                           | La gara di torte               | 31 dicembre 2023 | 8 maggio 2024   |
| 3  | The 2nd Follower                           | Il secondo follower            | 31 dicembre 2023 | 8 maggio 2024   |
| 4  | Responsible Sleepover                      | Il primo pigiama party         | 31 dicembre 2023 | 9 maggio 2024   |
| 4  | The Bolt Strikes Back                      | Il fulmine torna sul ring      | 31 dicembre 2023 | 9 maggio 2024   |
| 5  | Entrepren-Earl                             | Earl in affari                 | 31 dicembre 2023 | 6 maggio 2024   |
| 5  | Lucky Charms                               | Il portafortuna                | 31 dicembre 2023 | 6 maggio 2024   |
| 6  | The Great Tangle                           | Il grande groviglio            | 31 dicembre 2023 | 13 maggio 2024  |
| 7  | Toxic Positivity                           | Positività tossica             | 31 dicembre 2023 | 14 maggio 2024  |
| 7  | Lima Bean Farmulator                       | Contadino virtuale             | 31 dicembre 2023 | 14 maggio 2024  |
| 8  | Bedbugs & Breakfast                        | Insetti e ospitalità           | 31 dicembre 2023 | 15 maggio 2024  |
| 8  | Tweenkle in Cancelled                      | Tweenkle è cancellata          | 31 dicembre 2023 | 15 maggio 2024  |
| 9  | Horselord                                  | Concorso di bellezza           | 31 dicembre 2023 | 16 maggio 2024  |
| 9  | Early Scouts                               | Scout Earl                     | 31 dicembre 2023 | 16 maggio 2024  |
| 10 | Ramp It Up!                                | Livelli altissimi              | 31 dicembre 2023 | 17 maggio 2024  |
| 10 | Sponsor Surprise                           | Sponsor a sorpresa             | 31 dicembre 2023 | 17 maggio 2024  |
| 11 | A Brox Tale                                | La fuga di Brox                | 31 dicembre 2023 | 20 maggio 2024  |
| 11 | The Motherloaf                             | Mamma Pagnotta                 | 31 dicembre 2023 | 20 maggio 2024  |
| 12 | Full Shade                                 | Nonna da paura                 | 31 dicembre 2023 | 21 maggio 2024  |
| 12 | Who's Your Daddy                           | Chi è il tuo papà?             | 31 dicembre 2023 | 21 maggio 2024  |
| 13 | Dough-Not                                  | La ciambella dell'amicizia     | 31 dicembre 2023 | 22 maggio 2024  |
| 13 | Jurassic Prank                             | Uno scherzo mostruoso          | 31 dicembre 2023 | 22 maggio 2024  |
| 14 | The Closet of Doom                         | L'armadio dell'orrore          | 31 dicembre 2023 | 23 maggio 2024  |
| 14 | Ghost Encounters                           | Incontri coi fantasmi          | 31 dicembre 2023 | 23 maggio 2024  |
| 15 | Turkeydactyl                               | Tacchimperatore                | 31 dicembre 2023 | 24 maggio 2024  |
| 16 | Power Suit                                 | La giacca magica               | 31 dicembre 2023 | 27 maggio 2024  |
| 16 | What's Kraken on Pudge?                    | Un kraken su Pudge             | 31 dicembre 2023 | 27 maggio 2024  |
| 17 | Deus Ex Broxina                            | Il salvataggio di Brox         | 31 dicembre 2023 | 28 maggio 2024  |
| 17 | Virtually Reality                          | Virtualmente nella realtà      | 31 dicembre 2023 | 28 maggio 2024  |
| 18 | Oddly Satisfying                           | Stranamente appagante          | 31 dicembre 2023 | 29 maggio 2024  |
| 18 | Mayor CATastrophe                          | Il sindaco gatto               | 31 dicembre 2023 | 29 maggio 2024  |
| 19 | Hot Pudge Sludge Day                       | La giornata del bagno bollente | 31 dicembre 2023 | 30 maggio 2024  |
| 19 | Love Nuts                                  | Una nuova coppia               | 31 dicembre 2023 | 30 maggio 2024  |
| 20 | Los Muchos Amores de Earl                  | La telenovela di Earl          | 31 dicembre 2023 | 31 maggio 2024  |
| 20 | Tweenkle Rebrands                          | Il reb-brand di Tweenkle       | 31 dicembre 2023 | 31 maggio 2024  |
| 21 | Holiday Humbag                             | Lo spirito delle feste         | 31 dicembre 2023 | 3 giugno 2024   |
| 22 | Dazzling Dee                               | Abbagliante Dee                | 31 dicembre 2023 | 4 giugno 2024   |
| 22 | All-American Anti-Scooper                  | Anti-palette                   | 31 dicembre 2023 | 4 giugno 2024   |
| 23 | Unboxing                                   | Unboxing                       | 31 dicembre 2023 | 5 giugno 2024   |
| 23 | Zokie Sparkleby: The Most Perfect Earfling | Zokie il terrestre modello     | 31 dicembre 2023 | 5 giugno 2024   |
| 24 | RadicalCon                                 | RadicalCon                     | 31 dicembre 2023 | 6 giugno 2024   |
| 25 | Shut This Ship Down                        | Spegni questa navicella        | 31 dicembre 2023 | 7 giugno 2024   |
| 25 | The Tooth Taker                            | La ruba denti                  | 31 dicembre 2023 | 7 giugno 2024   |
| 26 | The End Times                              | La fine                        | 31 dicembre 2023 | 7 giugno 2024   |